# Vexitomina coriorudis
Vexitomina coriorudis é uma espécie de gastrópode do gênero Vexitomina, pertencente a família Horaiclavidae.